# Henry Hallett Dale
Henry Hallett Dale (9. červen 1875, Islington – 23. červenec 1968, Cambridge) byl anglický farmakolog a fyziolog. Vystudoval lékařství na univerzitě v Cambridge. V letech 1928-1942 byl ředitelem Národního ústavu pro lékařský výzkum (NIMR), za války byl členem poradního sboru britské vlády. Roku 1936 získal společně s Otto Loewim, svým dlouholetým přítelem, Nobelovu cenu za fyziologii nebo lékařství, a to za výzkum role acetylcholinu při přenosu vzruchu v nervové soustavě. V letech 1940–1945 byl prezidentem Královské společnosti.